# Pauvres Catholiques
Ne doit pas être confondu avec Pauvres Volontaires.
Les Pauvres Catholiques sont un Tiers-Ordre de l'église catholique fondé par un des dirigeants de "l'aile droite" de l'église vaudoise, comme la désignent les historiens, Durand de Huesca d'origine espagnole. Il a été fondé la suite du colloque de Pamiers, en 1207, tenu en présence de celui deviendra Saint Dominique dans les Pyrénées. Les Pauvres Catholiques étaient autorisés par Rome à prêcher, en échange d'une modification en profondeur de la doctrine religieuse vaudoise, consistant à reconnaître la hiérarchie catholique et ne plus la critiquer.
Le Tiers-Ordre des Pauvres catholiques constitua dès 1212 un double couvent pour les frères et les sœurs à Elne et dont la principale mission consistait à prêcher et à mener une vie de pauvreté, tout comme l'exigeaient les doctrines cathare et vaudoise.
À la même époque furent fondées par la papauté les ordres religieux
[...]